# Sphagnum amoenum
Sphagnum amoenum är en bladmossart som beskrevs av Warnstorf 1899. Sphagnum amoenum ingår i släktet vitmossor, och familjen Sphagnaceae. Inga underarter finns listade i Catalogue of Life.